# Giuseppe Buonfiglio
Giuseppe Costanzo Buonfiglio (1547 à Messine – 21 décembre 1622 dans la même ville) est un historien italien de la Renaissance.

## Biographie
Chevalier sicilien, né à Messine, prit d’abord le parti des armes, et servit avec distinction en Flandre dans les troupes du roi d’Espagne ; de retour dans sa patrie, il se livra entièrement aux belles-lettres, et surtout à l’étude de l’histoire. Il mourut à Messine le 21 décembre 1622.

## Œuvres
- Parte prima e secunda dell’Historia Siciliana, nella quale si contiene la descrizione antica e moderna di Sicilia, etc., Venise, 1604, in-4° ; Messine, 1613, in-4° ; parte terza, Messine, 1643, in-4°. Cette histoire s’étend jusqu’à la mort de Philippe II.
- Messina città nobilissima descritta in otto libri, Venise, 1606, in-4°. Cet ouvrage, traduit en latin par Johann Lorenz von Mosheim, a été inséré dans la 9e partie du Thesaurus Antiquit. Siciliæ.
- Breve Ragguaglio del ponte eretto dall’illustrissimo senato di Messina, etc., Messine, 1611, in-4°.
- Apologia alla topographia dell’isola di Sicilia nuovamente stampata in Palermo, Messine, 1611, in-4°.
- Epistolæ beatæ Virginis Mariæ ad Messanenses Veritas vindicata, Messine, 1629, in-fol. très-rare.